# Prada (moda)
Prada, S.p.A. és una empresa italiana de moda especialitzada en productes de prêt-à-porter i marroquineria de luxe. És una de les marques més prestigioses del món de la moda; se la considera una marca de referència en la indústria de la confecció i els accessoris. És considerada una de les cases de moda que estan més al dia quant a tendències. Miuccia Prada és inclús considerada, per crítics de moda, com a la dissenyadora que crea les tendències de moda cada temporada. Els productes de Prada són sempre valorats per formar part d'una estètica particular, pròpia de la casa Prada, i sempre molt contemporània.
També comercialitza perfums a través de Puig, companyia catalana de perfumeria i moda.

## Els inicis
La casa Prada va ser fundada per Mario Prada el 1913. Dedicada a la confecció i venda de baguls, bosses, maletes, Mario va obrir una primera botiga a les Galeries Vittorio Emanuele de Milà. Els productes de prada combinaven materials de primera qualitat, les millors tècniques, i dissenys d'avantguarda. D'aquesta manera va aconseguir disposar en poc temps d'una cartera de clients a Europa i als Estats Units. Prada es va convertir en proveïdor dels clients més exigents del món i va aconseguir una demanda constant de l'alta societat italiana. El 1919 Prada es va convertir en proveïdor oficial de la casa reial italiana.
Posteriorment, amb l'increment dels viatges aeris, les maletes Prada, sovint confeccionades amb pell de morsa, resistent però grossa i pesada, no semblaven ajustar-se a les necessitats dels viatgers. Va ser per això que Prada es va concentrar en el disseny d'accessoris, bosses de mà i maletes de cuir exquisit i resistents a l'aigua. Però no serà fins a 1978 que comença l'etapa més decisiva per la firma: Miuccia, la neta de Mario, va prendre les regnes de la companyia.

## L'entrada de Miuccia. Creació d'una marca internacional
Miuccia Prada s'havia llicenciat en Ciències Polítiques i a més havia estudiat cinc anys d'interpretació al Teatro Piccolo de Milà. Malgrat que tenia una formació que no semblava la més adient, posseïa un sentit estètic innovador i, segons alguns, «infal·lible».
Durant aquella època la casa continuava produint articles de cuir principalment, i entomava diversos anys de dificultats econòmiques. La competència amb altres firmes de moda similars, com llavors ho era Gucci, l'havia perjudicat força. Miuccia va fer un gir a la situació canviant la trajectòria de la casa, portant-la al sector del prêt-à-porter, l'equivalent modern d'una alta costura que declinava des dels anys 60. Al temps Miuccia es casava amb Patrizio Bertelli, que s'encarregaria d'administrar el negoci, i així Miuccia podia dedicar-se a la creació de la nova estètica Prada.
Miuccia havia fet motxilles negres impermeables des del 1970 a partir d'una fibra de niló anomenada Pocone, i això la va portar a presentar el 1985 el que seria la clàssica bossa Prada, de niló negre, llisa i senzilla. Era una primera icona de la marca en la seva nova etapa. Era una bossa robusta i funcional, però amb estil propi. L'alt preu amb què la va posar en venda semblava tot un desafiament, que guanyà: de seguida van aparèixer imitacions que van aconseguir augmentar la demanda de l'original. Aquesta bossa de niló va ser el primer pas decisiu per al Prada de Miuccia: Miuccia Prada es va disposar redefinir el luxe, la subtilesa, i la seducció en matèria de moda. El 1989 Miuccia presenta la primera col·lecció de "prêt-à-porter", amb peces d'elegància sòbria i simple, on el fet destacat eren les línies netes i els colors bàsics, però sempre amb teles luxoses de gran qualitat. La crítica de moda va aprovar la proposta i la popularitat de Prada va pujar com l'escuma.
En els primers 90 del segle xx, Prada assoleix un lloc de primeríssima fila entre les principals marques de moda mitjançant peces d'irreprotxable atractiu, mai evident, i amb accessoris un xic agosarats, sofisticats i de qualitat. Teles luxoses, estils pensats però simples; domini de tons propis de la natura, com marrons, grisos, verds i cremes; tot allò va conformant la imatge de Prada. El resultat era atractiu però no sucumbia al "sexi-chic" d'altres cases que apostaven en excés a despullar massa el cos.
Prada ha aconseguit quelcom molt difícil d'assolir, ser una marca de fama mundial i tanmateix emanar una aura d'exclusivitat que no prové tan sols dels seus alts preus. Reuneix de forma emblemàtica els relliscosos conceptes d'"ultra-chic", "alternatiu", "intel·lectual", i "marca-tendències" al mateix temps, temporada darrera temporada. Prada és tot això des que Miucca va prendre les regnes.
Però, a causa de la seva estètica més arriscada que la de la majoria de firmes de luxe, els resultats econòmics no sempre són els desitjats. Per aquest motiu, Prada no ha renunciat a treure al mercat línies de complements dirigits a un consumidor "marquista", amb productes fets de cara a un gust massiu i menys originals en comparació amb allò a què ens té acostumats la casa milanesa, però que sustenten l'economia de la firma, principalment algunes col·leccions d'ulleres o sabates d'estil esportiu (vambes), força semblants a les de qualsevol altra casa. Aquest és un tret comú a totes les firmes de moda per sobreviure més enllà de les propostes de la passarel·la i les editorials de moda.

## Grup Prada
Dirigit per Miuccia Prada fins a 2013, i actualment per Patrizio Bertelli, i amb Miuccia i Bertelli com a codirectors, el grup Prada és actualment una potència mundial del producte de luxe, i una icona del món del disseny i de l'empresa. La distribució del grup Prada d'exten per 70 països al voltant del món, amb 491 botigues pròpies, i una gran quantitat d'espais a botigues multimarca als centres i ciutats més significatives del món de la moda. El Grup Prada està compost per quatres empreses punteres en el món de la moda i els accessoris: Prada, Miu Miu, Church's i Car Shoe. El Grup Prada també va adquirir el 49% de les accions de Helmut Lang el 1999, i el 75% de Jil Sander el 2000, però l'any 2206 va vendre les dues marques.

## L'esperit Prada
Avui en dia Prada combina, l'herència d'una casa de productes de luxe de la primera dècada del segle xx, amb innovació, refinament amb funcionalitat i moda amb una àmplia cultura visual. A més de les línies de roba i accessoris Prada continua exercint la seva creativitat en molts altres camps. D'aquesta manera tot el que envolta sempre a la casa Prada és fruit del mateix esperit, i d'aquesta combinació de l'herència Prada i l'extrema contemporaneïtat. Un exemple són les botigues de Nova York, Tokyo i Los Angeles. Miuccia es va associar amb els arquitectes innovadors Rem Koolhaas i Herzog & de Meuron, i van fer un atent anàlisi de les compres a la societat contemporània de la mà de la més innovació arquitectònica, per construir tres botigues que complissin a la perfecció l'esperit de la firma i barregessin productes de luxe, tecnologia, disseny, i arquitectura, amb una gamma sencera de serveis, i experiències sensorials úniques.

## Miu Miu
El 1992 Miuccia Prada va treure a la llum la marca Miu Miu, apel·latiu tendre que li deien de petita. Entesa com una segona línia de Prada, més econòmica, apuntava en teoria a un públic més juvenil o informal. Inicialment va ser concebuda com una marca d'accessoris de luxe "anti-fashion". Encara que el seu producte s'amplia també fins al Prêt-à-porter. Formes més soltes, colors terrosos i estampats la diferencien de Prada, tot i que els dissenys simples i cert respecte per un aspecte clàssic l'emparenten amb la firma mare, juntament amb la seva sempiterna qualitat tèxtil. Igual que a la primera linea, Miu Miu tracta de vestir dones a les quals no els faci por anar vestides de forma una mica diferent. La marca Miu MIu va ser concebuda en un moment en què Prada assolia el seu punt més minimalista, i MIu Miu com a contra va proposar una forma sensual i rebel de vestir-se diferent. Les campanyes de Miu Miu solen ser protagonitzades per actrius o persones famoses que tenen una gran rellevança en aquell moment, i que tenen un toc d'extravagància igual que el de la firma, com han sigut Lindsay Lohan o Chloë Sevigny.
Ràpidament els productes de Miu MIu es va estendre per les capitals de la moda com Londres, Nova York, Milà, etc. però el seu punt àlgid es va donar el 2006 quan la marca va ser presentada a París. Junt amb el savoir-faire dels coutorieurs i una refinada experimentació, donant a l'elegància i la sofisticació un nou significat. A partir de diverses fonts d'inspiració Miu Miu juga amb la femeneitat i la masculinitat, i les referències històriques juntes de forma inesperada amb la màxima contemporaneïtat.

## Fundació Prada
La Fundació Prada va ser creada l'any 1993, per Miuccia Prada i Patrizio Bertelli que ha exhibit les exposicions d'art contemporani més grans que s'han fet a Milà i ha donat suport des de fa 20 anys a alguns dels artistes contemporanis més reconeguts avui en dia.
La Fundació Prada es va iniciar amb l'espai expositiu "PradaMilanoArte", un espai dedicat a l'escultura contemporània. A les primeres exposicions de PradaMilanoArte s'hi va presentar el treball d'artistes com Eliseo Mattacci, Nino Franchina i David Smith, lligant sempre la instal·lació amb el mateix espai de la sala.
El 1995 PradaMilanoArte va ser reorganitzat i convertit en l'actual Fundazione Prada. Per a la nova fundació es va encarregar al comissari Germano Celant que s'encarregués de l'organització, la cual es va centrar en treballs de fotografia, disseny i arquitectura.
Des de llavors la Fundació Prada ha tractat de proveir als artistes més conceptuals i ambiciosos amb eines per realitzar instal·lacions úniques. La Fundació tracta no tan sols d'exhibir la feina dels artistes, sinó de participar i de co-construir un projecte d'espai/imaginari que l'artista sempre havia tractat de construir.

## Prada Transformer
Prada Transformer és un edifici construït, per Rem Koolhaas, a Seül. el qual pot ser reconstruït de quatre formes diferents depenent de la funció que hagi de realitzar. A més la construcció és mòbil, és a dir, es pot transportar a qualsevol part del món.
L'edifici adopta forma de hexàgon quan s'utilitza per a una exposició de moda, de rectangle quan s'ha de fer servir com a amfiteatre, forma de creu quan es fa servir per a exposicions d'art i un cercle quan es fa servir per a un esdeveniment especial.
La primera exposició que s'hi va realitzar va ser "Waist Down - Faldilles per Miuccia Prada", la qual va servir com a exposició inaugural i va consistir en una presentació exclusivament de faldilles de Prada disposades de formes diferents. Des de llavors a la construcció s'hi ha presentat treballs de creatius com: Nathalie Djurenberg, Hans Berg o Carlos Reygadas.

## Prada Marfa
Prada Marfa és una instal·lació d'art creada, al mig del desert de Texas, per Michael Elmgreen i Ingar Dragset el 2005. L'obra consisteix en una emulació d'una botiga d'accessoris de la casa Prada, a 60 kilòmetres de la ciutat de Marfa, Texas, l'obra compta amb accessoris originals de Prada (donats i escollits especialment per Miuccia Prada), aparadors totalment muntats, i inclús utilitza, de forma autoritzada pel grup Prada, el logo d'aquesta casa. Tot i això Prada Marfa no és una botiga oficial de Prada, i mai ha sigut oberta al públic.
Els autors de l'obra van invertir 80.000 dòlars en la instal·lació amb l'objectiu de comprovar-ne la deterioració, i reflexionar sobre la creixent influència de les marques de luxe en la societat de consum, d'aquesta manera tractava de ser una crítica, aprovada per la mateixa Miuccia Prada, a la indústria del luxe. Però, poc després de la finició de les obres,  la instal·lació va esdevenir ràpidament un símbol per al món de la moda.
La instal·lació de Elmgreen i Dragset, va ser atacada al març de 2014, per un grup d'artistes coneguts com a "9271997", aquests van agredir l'obra, pintant-la amb pintura blava, i omplint els vidres d'adhesius de la casa de calçats TOMS.
El 2013, la instal·lació de Prada Marfa es veu amenaçada en desaparèixer, perquè el Departament de Transport de Texas va qualificar la instal·lació com a «simbol il·legal de publicitat», i la va acusar d'estar instal·lada en una zona on está prohibit qualsevol anunci comercial.